# バン・ジェイコブソン

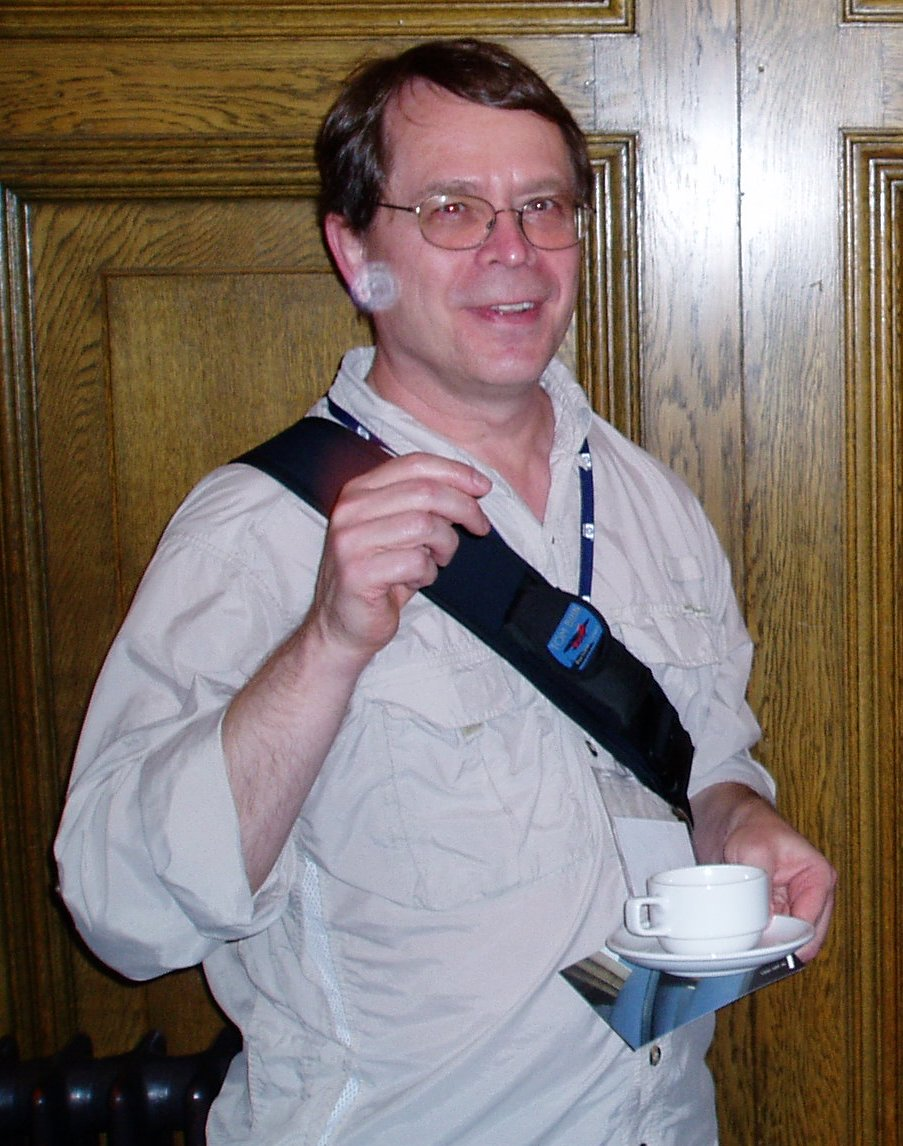
バン・ジェイコブソン（2006年1月）

バン・ジェイコブソン（Van Jacobson, 1950年 - ）はアメリカの計算機科学者で、TCP/IPネットワークの性能向上と規模拡大への貢献で知られている。
今日のインターネットの技術的基盤であるTCP/IPプロトコルスタックの主要な貢献者の1人。

## 主な業績
TCP/IPのフロー制御アルゴリズム（TCP輻輳回避アルゴリズム）の再設計を行い、輻輳にうまく対処できるようになったことで1980年代末から1990年代初めにかけてのインターネットが崩壊を免れたと言われている。
また、RFC 1144: Compressing TCP/IP Headers for Low-Speed Serial Links で記述されているTCP/IPヘッダ圧縮プロトコルの設計でも知られており、それを「VJ（バン・ジェイコブソン）圧縮」とも呼ぶ。さらに traceroute、tcpdump、pathchar といった広く使われているネットワーク診断ツールも開発した。IPマルチキャストの実験的バックボーンである Mbone の開発ではリーダーを務め、ビデオ会議ツール vic、音声会議ツール vat、ホワイトボードツール wb といったマルチメディアツール群の開発も指揮した。
その功績により、2001年には ACM SIGCOMM賞、2003年には IEEE小林宏治コンピュータ&コミュニケーション賞を受賞し、2006年には全米技術アカデミー会員に選ばれた。
2006年1月、Linux.conf.au にて新たなネットワーク性能向上のアイデア network channels を披露した。
2006年8月、パロアルト研究所のリサーチフェローとなった。また、隣接するゼロックスの複合施設にある Packet Design の主任科学者を務めている。それ以前はシスコシステムズで主任科学者を務め、ローレンス・バークレー国立研究所ではネットワーク研究部門のグループリーダーを務めていた。
パロアルト研究所では主に Content-centric networking について研究しており、2006年8月の Google Tech Talks でもそれについてアイデアを議論していた。
2012年、インターネットソサエティによりインターネットの殿堂に選ばれた。